# Epileptogénesis
La epileptogénesis es el conjunto de los procesos celulares y moleculares del cerebro que producen epilepsia en una persona, una condición crónica en la que ocurren convulsiones. Este proceso gradual ocurre en la epilepsia sintomática, en la que las convulsiones son causadas por una lesión identificable en el cerebro. La epileptogénesis es una serie de eventos que ocurren entre el evento que causa la epilepsia y la primera convulsión espontánea. En la epileptogénesis se dan una serie de eventos a nivel molecular y celular que causan el disparo de manera desordenada de las neuronas, produciendo las convulsiones.

## Causas
Las epilepsias pueden ser genéticas o adquiridas. Las mutaciones genéticas pueden alterar el metabolismo neuronal o ciertos canales de iones en las neuronas. En las epilepsias adquiridas se observa un aumento de glutámico y pérdida de neuronas piramidales. Una variedad de condiciones pueden resultar en epileptogénesis, incluyendo enfermedades neurodegenerativas, lesión traumática cerebral, enfermedad cerebrovascular, tumores cerebrales, infección del sistema nervioso central,  y status epilepticus (una convulsión prolongada o una serie de convulsiones en sucesión rápida).

## Período latente
Después de ocurrida la lesión cerebral frecuentemente hay un período silencioso o período latente que puede durar meses o años en el que no ocurren convulsiones; el neurocirujano canadiense Wilder Penfield llamó este tiempo entre la lesión y la convulsión un período silencioso de extraña maduración. Durante este período latente ocurren cambios en la estructura y fisiología del cerebro que resultan en el desarrollo de la epilepsia. A este proceso en el que se forman redes neurales hiperexcitables se le llama epileptogénesis, y es después de este período latente que los síntomas de la epilepsia ocurren por primera vez. Si los investigadores llegan a un mejor entendimiento de la epileptogénesis el período latente podría ser un momento donde existe la oportunidad de interferir en el desarrollo de la epilepsia o reducir su severidad.

## Fisiopatología
Los cambios que ocurren durante la epileptogénesis no se entienden completamente pero se cree que incluyen muerte celular, crecimiento axonal, reorganización de redes neurales, alteraciones en la liberación de neurotransmisores, y neurogénesis. Estos cambios llevan a la hiperexcitabilidad neuronal y causan la aparición de convulsiones espontáneas.
Las regiones del cerebro que tienen alta sensibilidad a la injuria y pueden por esto ser más propensas a la epileptogénesis incluyen estructuras del lóbulo temporal como el hipocampo, la amígdala y la corteza piriforme.

### Reorganización neural
Adicionalmente a los procesos químicos, la estructura física de las neuronas en el cerebro se puede alterar. En la epilepsia adquirida en modelos tanto humanos como animales, hay pérdida de la neuronas piramidales y formación de nuevas sinapsis.
La hiperexcitabilidad, una característica de la epileptogénesis en la que aumenta la probabilidad de que redes neurales sean activadas, puede darse por pérdida de neuronas inhibitorias que normalmente balancearían la excitabilidad de otras neuronas, tales como las interneuronas gabaérgicas. Es sabido que los circuitos neuronales epilépticos son hiperexcitables y carecen del balance normal de neuronas glutamatérgicas (que usualmente incrementan la excitación) y las gabaérgicas (que la disminuyen). Adicionalmente, los niveles de GABA y la sensibilidad del receptor GABAA a los neurotransmisores puede estar disminuida, produciendo menor inhibición.
Otro mecanismo de epileptogénesis en trauma cerebral es que el daño a la sustancia blanca causa hiperexcitabilidad por menoscabo de las conexiones de la corteza cerebral.

### Activación de receptores
Se cree que la activación de receptores celulares en la superficie de las neuronas está involucrado en la eoileptogénesis, incluyendo el receptor de neurotrofina TrkB y los receptores de glutamato ionotrópico y metabotrópico (ligados a un canal iónico y no ligados, respectivamente). Cada uno de estos tipos de receptor pueden causar incrementos en las concentraciones de calcio en el área de la célula donde se encuentran los receptores, y así el calcio puede activar enzimas como la Src y Fyn que pueden llevar a la epileptogénesis.

### Glutamato
La liberación excesiva de glutamato se ha reconocido ampliamente como una parte importante de la epileptogénesis en la fase temprana después de una lesión traumática cerebral. La liberación excesiva de glutamato produce excitotoxicidad, en la que las neuronas están excesivamente despolarizadas, el calcio intracelular aumenta abruptamente, y ocurre daño o muerte celular. La actividad excesiva de glutamato también es una característica de los circuitos neuronales después de establecida la epilepsia, pero el glutamato no parece tener un rol importante en la epileptogénesis durante el período latente. Otro factor relacionado con la hiperexcitabilidad puede ser una depleción del calcio extracitoplasmático (en el espacio extracelular) y una disminución en la actividad de ATPasas en las células gliales.

### Sangre
La presencia de sangre en el tejido celular cerebral (como puede ocurrir en lesiones traumáticas o vasculares) puede jugar un rol en el daño que resulta en epilepsia, posiblemente por deposición de hemosiderina o hierro en el tejido. El hierro proveniente de la hemoglobina puede llevar a la formación de radicales libres que dañan las membranas celulares; este proceso se ha relacionado con la epileptogénesis.

## Investigación
La epileptogénesis que ocurre en cerebros humanos se ha modelado en una variedad de modelos en animales y en cultivos celulares. La epileptogénesis todavía es pobremente entendida, y aumentar el entendimiento de estos procesos puede llevar a prevenir convulsiones, diagnosticar epilepsia, y desarrollar tratamientos para prevenirla.

## Historia
Durante la mayor parte de la historia documentada del tema, probablemente existió la creencia generalizada de que la epilepsia provenía de fuentes sobrenaturales. Aún dentro de la profesión médica, no fue hasta el SXVIII que las ideas de un origen sobrenatural de la epileptogénesis fueron abandonadas. Sin embargo, explicaciones biológicas también han existido desde hace mucho tiempo, y algunas explicaciones contenían elementos tanto biológicos como sobrenaturales.